# Observatoire de la formation des prix et des marges des produits alimentaires
Vous pouvez aider à l'améliorer ou bien discuter des problèmes sur sa page de discussion.
- Son texte doit être wikifié : il ne correspond pas à la mise en forme Wikipédia (style, typographie, liens internes, liens entre les wikis, etc.). (Marqué depuis février 2021)
- Sa typographie ne respecte pas les conventions de Wikipédia. Vous pouvez solliciter de l’aide de l’Atelier typographique. (Marqué depuis juillet 2023)

L'Observatoire de la formation des prix et des marges des produits alimentaires (OFPM) - anciennement Observatoire des prix et des marges - est un organisme consultatif sous la tutelle des ministères chargés de l'agriculture et de l'économie créé le 27 juillet 2010.

## Missions
L'Observatoire a pour missions :
- d'éclairer les acteurs économiques et les pouvoirs publics sur la formation des prix et des marges au cours des transactions au sein de la chaine de commercialisation des produits alimentaires, qu'il s'agisse de produits de l'agriculture, de la pêche ou de l'aquaculture[2].
- d'étudier la répartition de la valeur entre producteurs, industriels et distributeurs. Pour réaliser ses études il peut demander des données directement aux entreprises et il s'appuie sur les travaux économiques conduits par l'établissement public FranceAgriMer, avec le concours de l'Insee, du service du statistique et de prospective du ministère de l'Agriculture et de la Souveraineté alimentaire et des instituts techniques professionnels agricoles.
- de comparer ses résultats à ceux des principaux pays européens.

L'Observatoire remet chaque année un rapport au Parlement.

## Organisation

### La présidence
Le président de l'Observatoire est nommé par arrêté conjoint du ministre chargé de la consommation (compétence habituellement sous la houlette du ministère de l'économie) et du ministre chargé de l'agriculture. Entre 2010 et 2023, il est présidé par Philippe Chalmin, professeur à l'université Paris-Dauphine et expert des marchés des matières premières.
Depuis le 1er septembre 2023, la présidence de l'Observatoire est assurée par Sophie Devienne, professeure d'agriculture d’agriculture comparée et développement agricole à Agroparistech, maîtresse de conférence et membre de l'Académie d'agriculture de France,.

#### Les présidents de l'Observatoire
| Nom et prénom    | Début de mandature | Fin de mandature |
| ---------------- | ------------------ | ---------------- |
| Philippe Chalmin | 2010               | 31 août 2023     |
| Sophie Devienne  | 1er septembre 2023 | -                |

### Comité de pilotage
Le comité de pilotage est présidé par le président de l’Observatoire. Il associe les représentants des diverses familles professionnelles, des consommateurs, des députés, des sénateurs et les services concernés de l’État, assure l’orientation et le suivi des travaux.

### Groupes de travail
Des groupes de travail suivent les travaux spécifiques sur chaque filière et sur la grande distribution, ils comprennent des représentants des fédérations professionnelles, des entreprises et les services statistiques.

## Construction et évolution du dispositif
L'Observatoire est issu « techniquement », c’est-à-dire outre son fondement législatif en 2010, des dispositifs suivants :
- le suivi des prix et marges brutes au détail des fruits et légumes et de quelques autres produits frais par le Service des nouvelles des marchés depuis les années 1999, service fusionné en 2009 dans l'Établissement FranceAgriMer, et devenu Réseau des nouvelles des marchés (RNM) ;
- du volet agroalimentaire, de l'observatoire des prix et des marges mis en place en 2008 dans le cadre de la loi de modernisation de l'économie, volet mis alors en œuvre par le RNM[6] ;
- d'un dispositif temporaire d'observation et d'analyse des prix de la viande bovine lors du 2e épisode de crise de la vache folle (ESB), dispositif mis en œuvre par l'ex-Office de l'élevage (dont les missions sont assumées depuis 2009 par FranceAgriMer) avec le concours de l'Institut national de la recherche agronomique (INRA) et particulièrement d'un chercheur dont les travaux ont beaucoup servi pour la conception des travaux de l'Observatoire actuel[7].

Le dispositif actuel s'est également inspiré, en termes de méthode d'analyse, des productions du service de recherche économique du département de l’Agriculture des États-Unis (équivalent du ministère de l'Agriculture français) en matière de suivi et d'analyse des prix alimentaires : 
- les séries statistiques des différences de valeur entre prix à la consommation et prix à la production[8] ;
- l'analyse du « food dollar » (répartition des dépenses des ménages pour chaque type d'aliments)[9].

L'observatoire a présenté son premier rapport annuel au parlement le 27 juin 2011. Bien que présentant déjà des résultats, ce premier rapport avait rendu compte avant tout de la conception et de la mise en place d'une méthode générale d'analyse de la valeur des produits alimentaires.
Un rapport annuel est présenté chaque année depuis 2011, en général en juin.
Les principales évolutions du dispositif ont porté sur :
- l'approche des comptes par rayon dans la grande distribution : « production » originale de l'Observatoire ;
- l'extension à de nouvelles filières (pain, pâtes alimentaires, poissons…) ;
- le « volet macroéconomique » : l'euro alimentaire.

Depuis 2011, l'Observatoire élabore et soumet chaque année au débat interprofessionnel en groupes de travail et comité de pilotage (soit plus d'une dizaine de réunions par an) un projet de rapport annuel dont la publication comme rapport annuel au Parlement est, selon la volonté du président de l'Observatoire, conditionnée, après amendements, précisions, corrections, etc., demandées par les membres du comité de pilotage et discutées dans cette instance, à l'acceptation définitive de cette instance.
Depuis 2012 et ce pour des résultats portant sur la période de 1995 à l'année N-3 par rapport à celle de la diffusion du rapport, l'Observatoire présente les résultats de l'Euro alimentaire. L'approche, au début limitée à la consommation hors restauration, intègre désormais celle-ci.

## Historique des résultats: le rapport 2012, première analyse des comptes par rayon des GMS (supermarchés et hypermarchés); première analyse macroéconomique de la dépense alimentaire
L'observatoire a produit son deuxième rapport annuel au parlement, plus approfondi, le 13 novembre 2012, comme le prévoit l'article L.692-1 du Code rural. Ce rapport actualise les données précédemment présentées dans le rapport de 2011 : composantes des prix au détail des produits suivis - jusqu'en juin 2012, comptes des industries et des commerces alimentaires, coûts de productions agricoles. Il développe également deux nouveaux thèmes :
- les marges nettes dans les rayons de la grande distribution : le rapport 2012 porte sur les comptes 2011 ;
- la décomposition macroéconomique de la dépense alimentaire en valeurs ajoutées.

### La méthode d'évaluation des comptes par rayon des grandes et moyennes surfaces
Le périmètre sur lequel ces comptes sont appréhendés est, pour chaque enseigne, la consolidation des magasins de format hyper et supermarchés, des centrales d'achat qui les approvisionnent et des structures supports de l'enseigne, pour leurs activités relatives aux magasins précités. Cette consolidation n'inclut pas d'autres structures des enseignes fournissant des services aux magasins et notamment les entités gérant l'immobilier commercial. Les sept principales enseignes de supermarchés et d'hypermarchés ont été interrogées sur la base d'un questionnaire et d'entretiens face à face sur les montants 2011 des postes suivants par rayon :
- le chiffre d'affaires du rayon ;
- les « coûts d'achat » du rayon, c'est-à-dire les achats de marchandises évalués en prix dits « trois fois net et franco » : prix facturés déductions faites des rabais et remises quantitatives, ristournes et contributions financières des fournisseurs au tire de la coopération commerciale, majorés des frais de transport ;
- la marge brute (ou commerciale) du rayon : différence entre le chiffre d'affaires et le coût d'achat ;
- les frais de personnel dédié du rayon : bouchers du rayon boucherie, boulangers du rayon boulangerie, etc. ;
- les autres charges directes du rayon : matériel, outillage, approvisionnements spécifique de chaque rayon ;
- les charges communes à tous les rayons, à répartir selon des clés :
  - les frais de personnel en magasin, non spécifiques d'un rayon : caissières, direction… ;
  - les frais immobiliers : loyers chargés ou amortissements immobiliers au magasin, y compris flux bénéficiant aux structures portant l'immobilier commercial de l'enseigne ;
  - les frais financiers (nets de produits financiers) ;
  - les autres charges communes, dont : personnel en centrales d'achat ou au siège, fonctionnement de ces structures, publicité…
  - la contribution du rayon à l'impôt sur les sociétés

Ces charges communes à tous les rayons sont réparties par rayon, pour l'analyse, sur la base de diverses clés adaptées à la nature du coût :
- superficie du rayon par rapport à la superficie totale, pour la répartition par rayon des charges immobilières par exemple ;
- nombre d'articles du rayon passés en caisse par rapport au total des articles passés en caisses, pour la répartition des frais de personnel de caisse, par exemple ;
- effectif salarié dédié au rayon sur effectif total, pour la répartition de certaines charges communes afférentes au personnel ;
- marge nette du rayon avant impôt sur les sociétés pour le calcul de la contribution du rayon à l'impôt sur les sociétés ;
- chiffre d'affaires du rayon, pour répartition de charges sans autre clé pertinente.

## Rapport 2020
Le rapport 2020 est le neuvième présenté par l'Observatoire.
Ce rapport intègre pour la première fois des données sur les produits issus de l’agriculture biologique.
Le rapport fait apparaitre qu'en 2019, l’ensemble des prix à la production agricole enregistre une hausse moyenne de 1,8% par rapport à 2018. Les prix des produits des industries alimentaires augmentent en moyenne de 1,1% entre 2018 et 2019, selon l’indice des prix de production de l’industrie alimentaire de l’Insee. Enfin les prix à la consommation des produits alimentaires ont augmenté de 2,5% en 2019. Ces évolutions moyennes de prix cachent cependant des dynamiques contrastées selon les filières. Les détails figurent dans le rapport.